# Badiza ashbolodia
Badiza ashbolodia är en fjärilsart som beskrevs av Rothschild. Badiza ashbolodia ingår i släktet Badiza och familjen nattflyn. Inga underarter finns listade i Catalogue of Life.